# Castillo Pompién
Castillo Pompién es una localidad española del municipio de Monflorite-Lascasas, perteneciente a la provincia de Huesca, en la comunidad autónoma de Aragón.

## Historia
- Del nombre romano de persona Pompius o Pompeyus
- El 3 de agosto de 1258 el rey Jaime I de Aragón entregó a Guillermo de Pueyo el derecho y dominio que tenía sobre la villa de "Pompién de Moço" (HUICI-CABANES, Documentos de Jaime I, nº. 1035; SINUÉS, nº. 1454)
- El 6 de julio de 1301 el rey Jaime II de Aragón confirmó al monasterio de Montearagón la iglesia de Pompién (SINUÉS, nº. 1023)
- El 17 de abril de 1315 Lope Díaz de Pueyo, canónigo de Tarazona, vendió Pompién Muzo a Gil Redón por 1000 maravedis alfonsinos (ARCO, Catálogo Monumental de España. Huesca, p. 166)
- El 4 de mayo de 1350 el rey Pedro IV de Aragón dio a Álvaro Tarín el derecho que tenía Jimeno Pérez de Pina en el lugar de Pompién (SINUÉS, nº. 1455)

Hacia mediados del siglo XIX, el lugar, por entonces perteneciente al ayuntamiento de Lascasas, tenía contabilizada una población de seis habitantes. Aparece descrito en el decimotercer volumen del Diccionario geográfico-estadístico-histórico de España y sus posesiones de Ultramar de Pascual Madoz con las siguientes palabras:

POMPIEN (Cast. de): cot. red. ó ald. en la prov., part. jud. y dióc. de Huesca, aud. terr. y c. g. de Zaragoza; forma ayunt. con el l. de Las Casas. sit. en un llano, á la márgen der. del r. Isuela, con buena ventilacion y clima sano, aunque propenso á fiebres intermitentes. Tiene una ant. casa ó cast., 1 ermita dedicada á Sta. Ana, dependiente de la parr. de Las Casas, donde se celebra misa los dias festivos. El térm. confina N. Pompanillo y Huesca; E. Las Casas; S. Tabernas, y O. Bicien. El terreno participa de monte y llano, con algunos sotos arbolados, mucha parte de regadio por las aguas del citado r. Isuela. caminos: locales de herradura. prod.: trigo, cebada, legumbres, cáñamo, lino y pastos; cria ganado vacuno, lanar y yeguar, y caza de varias especies, pobl.: 1 vec., 6 alm. contr.: 316 reales 19 maravedises.
(Madoz, 1849, p. 111)

## Demografía
En 2022, tenía empadronados cuatro habitantes.
| 1970 | 2000 | 2001 | 2002 | 2003 | 2004 |
| ---- | ---- | ---- | ---- | ---- | ---- |
| 0    | 0    | 0    | 0    | 0    | 0    |

## Monumentos
- Ermita dedicada a Santa Ana (románica)